# Culex brami
Culex brami är en tvåvingeart som beskrevs av Oswaldo Paulo Forattini och Rabello 1967. Culex brami ingår i släktet Culex och familjen stickmyggor. Inga underarter finns listade i Catalogue of Life.